# 甲斐市
甲斐市（かいし）は、山梨県北西部の国中地方に位置する人口約7万5千人の市。甲府市に次ぐ県内で人口第2位の都市である。市章は、旧三町を表現する三枚の葉で頭文字の「K」を形作り、ハートの造形を図案化したもの。

## 地理
山梨県のほぼ中央、甲府盆地の中西部からやや北寄りに位置。東側は同じく南北に長い形状の甲府市（県庁所在地）と完全に隣接し、JR中央本線や国道20号などによって接続されており、同市のベッドタウンとして人口が急増している。北西部は旧双葉町地域を通じて韮崎市と隣接する。釜無川を境に南西部の南アルプス市と隣接し、国道52号からの双田橋や信玄橋、アルプス通りからの開国橋によって結ばれている。南部は中巨摩郡昭和町と隣接。また、北部の山岳地帯を通じて北西部の北杜市とも隣接している。旧敷島町にあたる北部は森林資源の豊富な山岳や丘陵地帯。中南部は釜無川の左岸に展開する平野部で、市街地が形成されている。

### 地名の由来
市名は、山梨県の旧国名「甲斐国」に由来する。ただし当地が「甲斐」の中心地であった歴史はない。
昭和の大合併で発足した山梨市、平成の大合併で発足した甲州市など、類似した市名が並立している問題が指摘されている。

### 隣接している自治体
- 甲府市
- 南アルプス市
- 韮崎市
- 北杜市
- 中巨摩郡昭和町

### 人口
| |                                        |  |
| 甲斐市と全国の年齢別人口分布（2005年） | 甲斐市の年齢・男女別人口分布（2005年） |  |
| ■紫色 ― 甲斐市 ■緑色 ― 日本全国 | ■青色 ― 男性 ■赤色 ― 女性              |  |
| 甲斐市（に相当する地域）の人口の推移 \| 1970年（昭和45年） \| 27,075人 \| \| \| 1975年（昭和50年） \| 34,986人 \| \| \| 1980年（昭和55年） \| 45,337人 \| \| \| 1985年（昭和60年） \| 54,291人 \| \| \| 1990年（平成2年） \| 60,765人 \| \| \| 1995年（平成7年） \| 66,628人 \| \| \| 2000年（平成12年） \| 71,706人 \| \| \| 2005年（平成17年） \| 74,062人 \| \| \| 2010年（平成22年） \| 73,807人 \| \| \| 2015年（平成27年） \| 74,386人 \| \| \| 2020年（令和2年） \| 75,313人 \| \| |                                        |  |
| 総務省統計局 国勢調査より |                                        |  |
| 1970年（昭和45年） | 27,075人                               |  |
| 1975年（昭和50年） | 34,986人                               |  |
| 1980年（昭和55年） | 45,337人                               |  |
| 1985年（昭和60年） | 54,291人                               |  |
| 1990年（平成2年） | 60,765人                               |  |
| 1995年（平成7年） | 66,628人                               |  |
| 2000年（平成12年） | 71,706人                               |  |
| 2005年（平成17年） | 74,062人                               |  |
| 2010年（平成22年） | 73,807人                               |  |
| 2015年（平成27年） | 74,386人                               |  |
| 2020年（令和2年） | 75,313人                               |  |

### 地形

#### 山地
主な山
- 金ガ岳（1764m）
- 茅ヶ岳（1704m）
- 曲岳（1642m）
- 太刀岡山（1295m）

主な峠
- ホッチ峠（1093m）

#### 河川
主な川
- 富士川水系
  - 荒川
  - 釜無川

### 地名
甲斐市の地名は基本的に旧3町と同じものを使用している。竜王地区の地名は1875年（明治8年）以前の村名が地名になっている。

## 歴史
「竜王町の歴史・双葉町の歴史・敷島町の歴史」も参照。

### 先史

#### 縄文時代
竜王地区・敷島地区は亀沢川流域の山間地を中心に縄文時代からの遺跡が数多く分布する。

#### 弥生時代
弥生時代には南部平坦地の金の尾遺跡が県内でも代表的な集落遺跡として知られる。

### 古代

#### 古墳時代
敷島地区は多くの古墳時代の遺跡があり、天狗沢瓦窯跡は古代甲斐における仏教文化の浸透を示す遺跡として注目されている。古墳時代後期には竜王地区に盆地北西部勢力の一角を示す赤坂台古墳群が築かれている。

### 中世
中世には信濃国へ至る穂坂路が双葉地区を通った。

#### 平安時代
平安時代には皇室領の八条院領篠原荘に含まれた。

#### 戦国時代
戦国時代には武田氏の大名権力により釜無川の治水が行われ、1560年（永禄3年）に信玄堤が築かれ竜王河原宿が開発された。また城下町甲府近郊として材木などの資源も供給された。

### 近世

#### 江戸時代
中世から近世には城下町甲府の近郊として材木などの資源を供給し、近世には北山筋12か村が杣御用を務めた。双葉地区でも用水堰の開削が行われる。
新田開発が行われ開発が進み、養蚕や甲州煙草の栽培が普及し、甲州街道沿いの地域は宿場としても機能した。

### 近現代
近代は農業と養蚕を中心とする農村で、大正・昭和戦前期には県内でも特に小作争議が激化した地域として知られ、戦中には都市部からの疎開先となった。
戦後には甲府市の発展により甲府郊外として宅地化や商業地域化が進み、工業団地の造成や情報通信産業の誘致などが行われている。

#### 明治
- 1872年（明治05年） - 万才学校（現在の竜王小学校）ができる[甲斐市 2]。
- 1873年（明治06年） - 竜王学校（現在の竜王小学校）、中下条学校（翌年に松島学校と改称）、睦沢学校ができる[甲斐市 2]。
- 1874年（明治07年） - 清川小学校ができる[甲斐市 2]。
- 1875年（明治08年） - 1月から10月にかけて現在の市域の原型となる以下の村が発足[甲斐市 3]。
  - 竜王村
  - 玉幡村
  - 松島村
  - 福岡村
  - 睦沢村
  - 清川村
  - 吉沢村
  - 塩崎村
  - 登美村
- 1876年（明治09年）-  福岡学校、吉沢学校ができる[甲斐市 2]。
- 1887年（明治20年） - 竜王村と玉幡村の組合立の竜王小学校ができる[甲斐市 4]。
- 1900年（明治33年） - 開国橋が作られる[甲斐市 4]。
- 1903年（明治36年）12月15日 - 国鉄中央線竜王駅が開業する[2][甲斐市 4]。
- 1904年（明治37年）4月27日 - 山梨県立農林学校として現在の山梨県立農林高等学校が竜王村赤坂に開校する[甲斐市 4]。

#### 大正
- 1921年（大正10年） - 山縣神社がたつ[甲斐市 4]。

#### 昭和
- 1927年（昭和02年）4月1日 - 松島村と福岡村が合併して敷島村が発足[甲斐市 4]。
- 1932年（昭和07年）信玄橋が作られる。
- 1946年（昭和21年）
  - 10月17日 - 敷島村が町制施行して敷島町となる[甲斐市 4]。
  - 山梨県立農林高校が玉幡飛行場跡であった現在地に移転した[甲斐市 4]。
- 1947年（昭和22年） - (旧)竜王中学校、(旧)玉幡中学校、敷島小学校、双葉東小学校、双葉西小学校ができる[甲斐市 4]。
- 1951年（昭和26年） - 双葉中学校ができる[甲斐市 4]。
- 1954年（昭和29年）10月17日 - (旧)敷島町、睦沢村、清川村、吉沢村が合併して敷島町が発足[甲斐市 4]。
- 1955年（昭和30年）3月5日 - 塩崎村と登美村が合併して双葉町が発足[甲斐市 4]。
- 1956年（昭和31年）9月30日 - 竜王村と玉幡村が合併して竜王町が発足[甲斐市 4]。
- 1959年（昭和34年）4月1日 - (旧)竜王中学校と(旧)玉幡中学校が統合して竜王中学校となる[3][甲斐市 4]。
- 1962年（昭和37年）4月1日 - (旧)敷島中学校と清川中学校、睦沢中学校が統合して敷島中学校となる[4][甲斐市 5]。
- 1963年（昭和38年）4月1日 - (旧)敷島中学校と吉沢中学校が統合して敷島中学校となる[4][甲斐市 5]。
- 1971年（昭和46年） - 甲府バイパスが開通する。
- 1973年（昭和48年） - 西消防署ができる。
- 1976年（昭和51年）4月1日 - 竜王小学校から竜王南小学校が分離開校する[5][甲斐市 5]。
- 1978年（昭和53年）4月1日 - 敷島小学校の一部、睦沢小学校、吉沢小学校を統合し敷島北小学校が分離開校する[6][甲斐市 5]。
- 1980年（昭和55年）4月1日 - 竜王小学校から竜王北小学校が分離開校する[7][甲斐市 5]。
- 1988年（昭和63年）4月1日 - 竜王小学校から竜王東小学校が分離開校する[8][甲斐市 5]。

#### 平成
- 1990年（平成02年） - 新千松橋が開通する。
- 1992年（平成04年）4月1日 - 竜王中学校から竜王北中学校が分離開校[9][甲斐市 5]。
- 2000年（平成12年） - 赤坂台総合公園（ドラゴンパーク）が完成[甲斐市 5]。
- 2004年（平成16年）9月1日 - 中巨摩郡竜王町・敷島町・北巨摩郡双葉町が合併して甲斐市が発足[10]。
- 2006年（平成18年） - 玉幡公園（Kai・遊・パーク）がオープンする[甲斐市 5]。
- 2008年（平成20年）3月24日 - 竜王駅新駅舎の供用を開始[11]。
- 2009年（平成21年）11月21日 - 双葉スマートインターチェンジの上下線の本格運用が開始される[甲斐市 5]。
- 2014年（平成26年） - 甲斐市のマスコットキャラクターやはたいぬ誕生。

#### 令和
- 2020年 (令和02年) 9月20日 - 甲斐市発足後初の市長選。保坂武が新人の横山ようすけ（横山洋介）を破り4度目の当選[12]。
- 2021年 (令和03年) 5月6日 - 韮崎警察署の本庁舎が市内の志田に移転し甲斐警察署として業務開始[13]。

## 市政

### 市長
- 保坂武（2008年10月3日就任、5期目）

| 代 | 氏名     | 就任年月日    | 退任年月日    | 備考 |
| -- | -------- | ------------- | ------------- | ---- |
| １ | 藤巻義麿 | 2004年10月3日 | 2008年10月2日 |      |
| ２ | 保坂武   | 2008年10月3日 | 2012年10月2日 |      |
| ３ | 保坂武   | 2012年10月3日 | 2016年10月2日 |      |
| ４ | 保坂武   | 2016年10月3日 | 2020年10月2日 |      |
| ５ | 保坂武   | 2020年10月3日 | 2024年10月2日 |      |
| 6  | 保坂武   | 2024年10月3日 | 現職          |      |

### 甲斐市役所

#### 本庁舎
地上4階建て。新館の3階の一部と4階は竜王北部公民館となっている。

### 組織
市長
- 副市長
  - 秘書課
  - 脱炭素社会推進課
  - 防災危機管理課
  - 総合戦略部
  - 総務部
  - 市民部
  - 生活環境部
  - 福祉部
  - 子育て健康部
  - 産業振興部
  - 都市建設部
  - 公営企業部
  - 議会事務局
  - 会計課

教育長
- 教育部（教育委員会）

### 役所
支所
- 敷島支所(生活環境部）
- 双葉支所(生活環境部）

## 議会

### 市議会
- 定数：19人
- 議長：秋山照雄
- 副議長：小澤重則

### 衆議院
- 選挙区：山梨1区（甲府市、韮崎市、南アルプス市、北杜市、甲斐市、中央市、西八代郡(市川三郷町)、南巨摩郡(早川町・身延町・南部町・富士川町)、中巨摩郡(昭和町)）
- 任期：2021年10月31日 - 2025年10月30日
- 投票日：2021年10月31日
- 当日有権者数：424,441人
- 投票率：59.49％

| 当落 | 候補者名 | 年齢 | 所属党派                            | 新旧別 | 得票数    | 重複 |
| ---- | -------- | ---- | ----------------------------------- | ------ | --------- | ---- |
| 当   | 中谷真一 | 45   | 自由民主党                          | 前     | 125,325票 | ○    |
| 比当 | 中島克仁 | 54   | 立憲民主党                          | 前     | 118,223票 | ○    |
|      | 辺見信介 | 57   | NHKと裁判してる党弁護士法72条違反で | 新     | 4,826票   |      |

## 施設

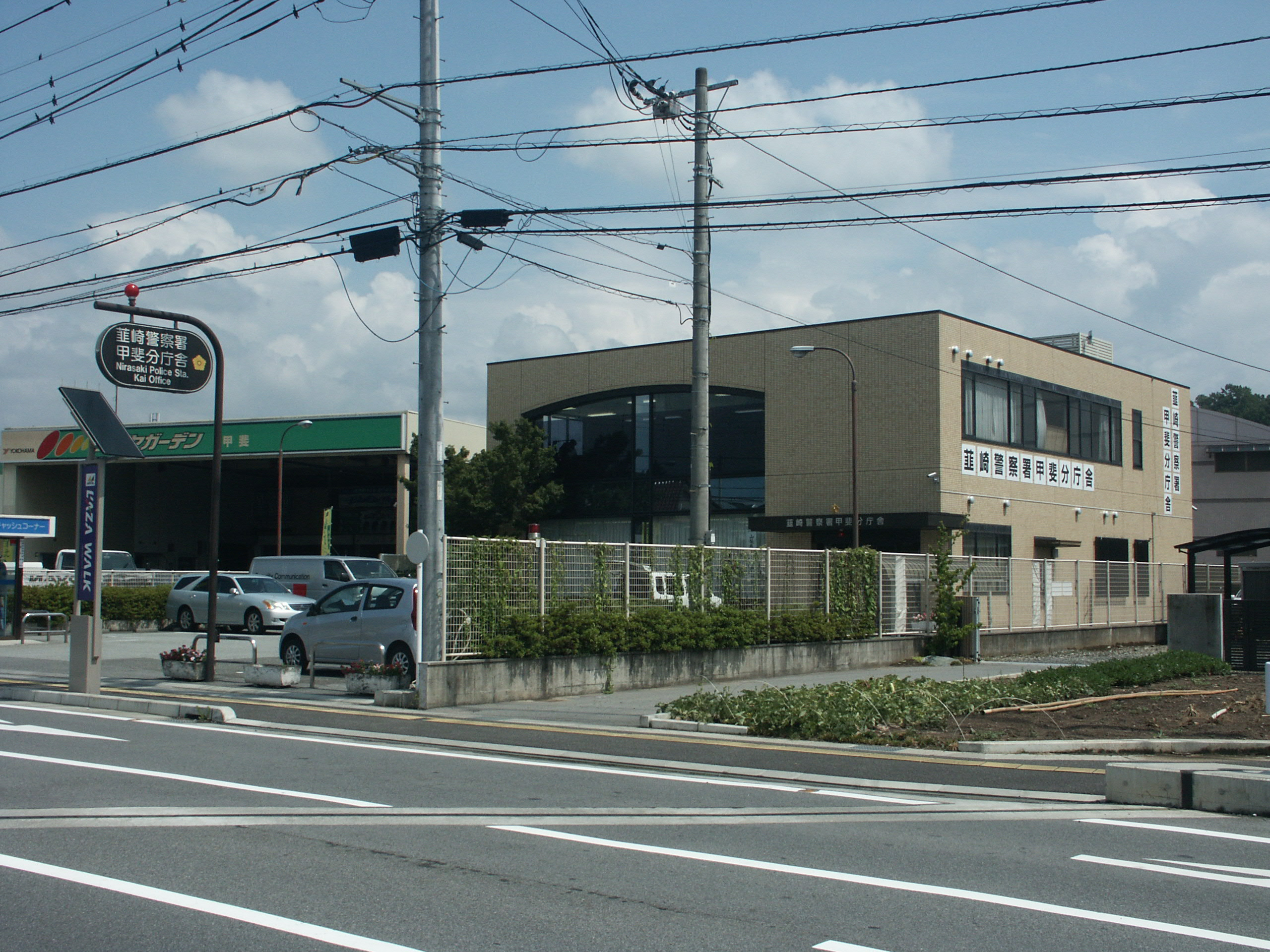
韮崎警察署甲斐分庁舎（2021年廃止）

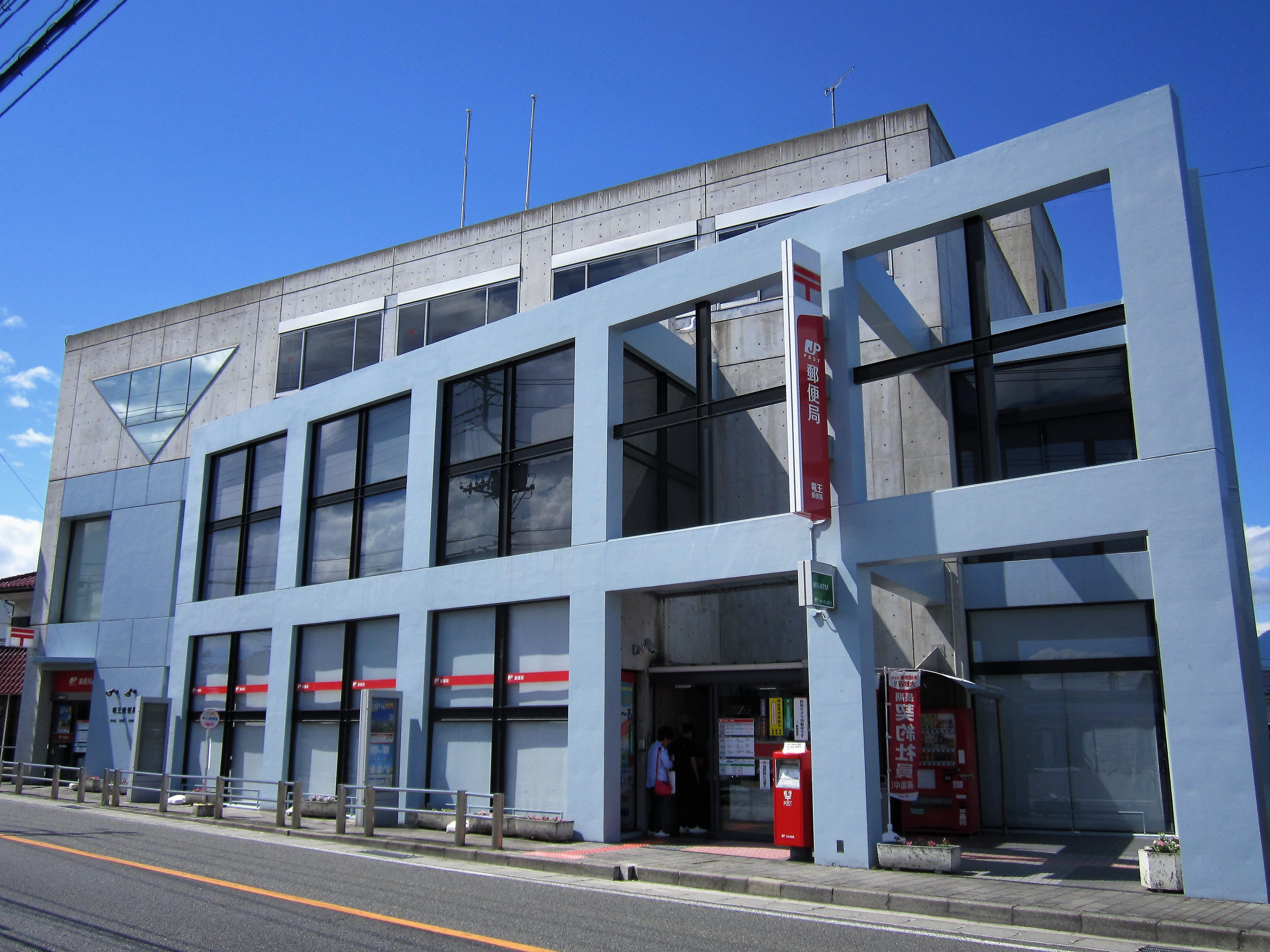
竜王郵便局

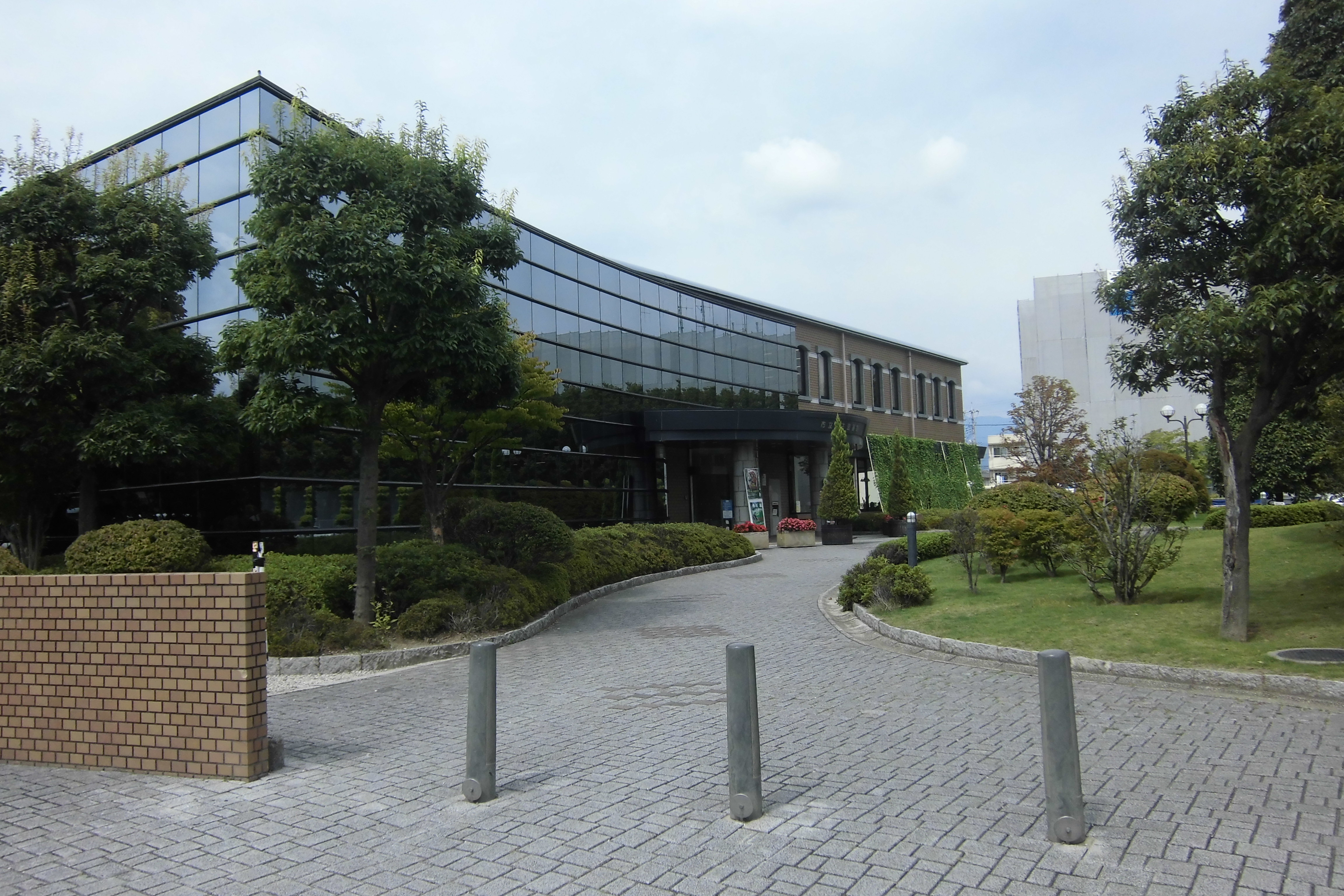
甲斐市立竜王図書館

### 警察
警察署
- 山梨県甲斐警察署

交番（駐在所）
- 竜王交番
- 敷島交番
- 登美駐在所

### 消防
旧竜王町、旧敷島町
本部
- 甲府地区広域行政事務組合消防本部

消防署
- 西消防署（甲斐市竜王3314番地1）

出張所
- 敷島出張所（甲斐市島上条350-5）

旧双葉町
本部
- 峡北広域行政事務組合消防本部

分署
- 韮崎消防署双葉分署（甲斐市龍地5184-1）

### 郵便局
主な郵便局
- 竜王郵便局

### 図書館
市内に合計4館ある。

#### 竜王図書館
詳しくは「甲斐市立竜王図書館」を参照。
竜王図書館は市役所に併設されている竜王北部公園の一角に位置している。
地上2階地下1階の構造で、図書館収蔵能力は、1階と2階に12万冊、地下の書庫に12万冊の合計24万冊。館内には図書や紙芝居はもちろん、ビデオ・CDなどのほか、雑誌200種、新聞18種をそろえ、2階には視聴覚室や読書室、会議室などがあり、視聴覚室では上映会など各種イベントを開催している。
二階には信玄堤や山県大弐など旧竜王町に関する寄贈図書を集成した「本竜王文庫」が置かれている。 

#### 敷島図書館
敷島図書館は敷島総合文化会館の中に設置され、一般図書館と児童図書館に分かれている。一般図書館は、静かで快適な空間でゆとりある読書が楽しめ、児童図書館はゆったりふれあう空間が用意されている

#### 双葉図書館
双葉図書館は双葉ふれあい館に併設され、富士山と180度のパノラマを眺めながら読書に親しむことができる図書館である。

#### 南部公民館図書室
2022年（令和4年）3月時点で長期休館中である。

### 文化施設
社会教育施設
- 敷島総合文化会館
- 双葉ふれあい文化館
- 双葉歴史民俗資料館
- 釜無川レクリエーションセンター
  - かまなしの湯
- 神明温泉志麻の湯
- 百楽泉
- 赤坂台総合公園（ドラゴンパーク）

### 交流施設
公民館
- 竜王北部公民館
- 竜王中部公園セミナーハウス
- 竜王南部公民館
- 敷島公民館
- 清川地域ふれあい館
- 睦沢地域ふれあい館
- 吉沢地域ふれあい館
- 双葉公民館

### 運動施設
- 敷島総合公園多目的運動場
- 竜王スポーツセンター
- 西八幡テニスコート
- やはた公園
- 島上条公園
- 双葉スポーツ公園
- 竜王南部公園
- 玉幡体育館
- 敷島体育館
- 双葉体育館
- 竜王武道館
- 釜無川スポーツ公園

## 対外関係

### 姉妹都市・提携都市
姉妹都市
キオカック市（アメリカ合衆国 アイオワ州）
1998年（平成10年）10月19日 - 旧竜王町と姉妹都市提携
学校間交流
🇦🇺ニューサウズウェールズ州タラマラハイスクール（オーストラリア）
友好交流都市
🇨🇳四川省都江堰市（中華人民共和国）

## 経済

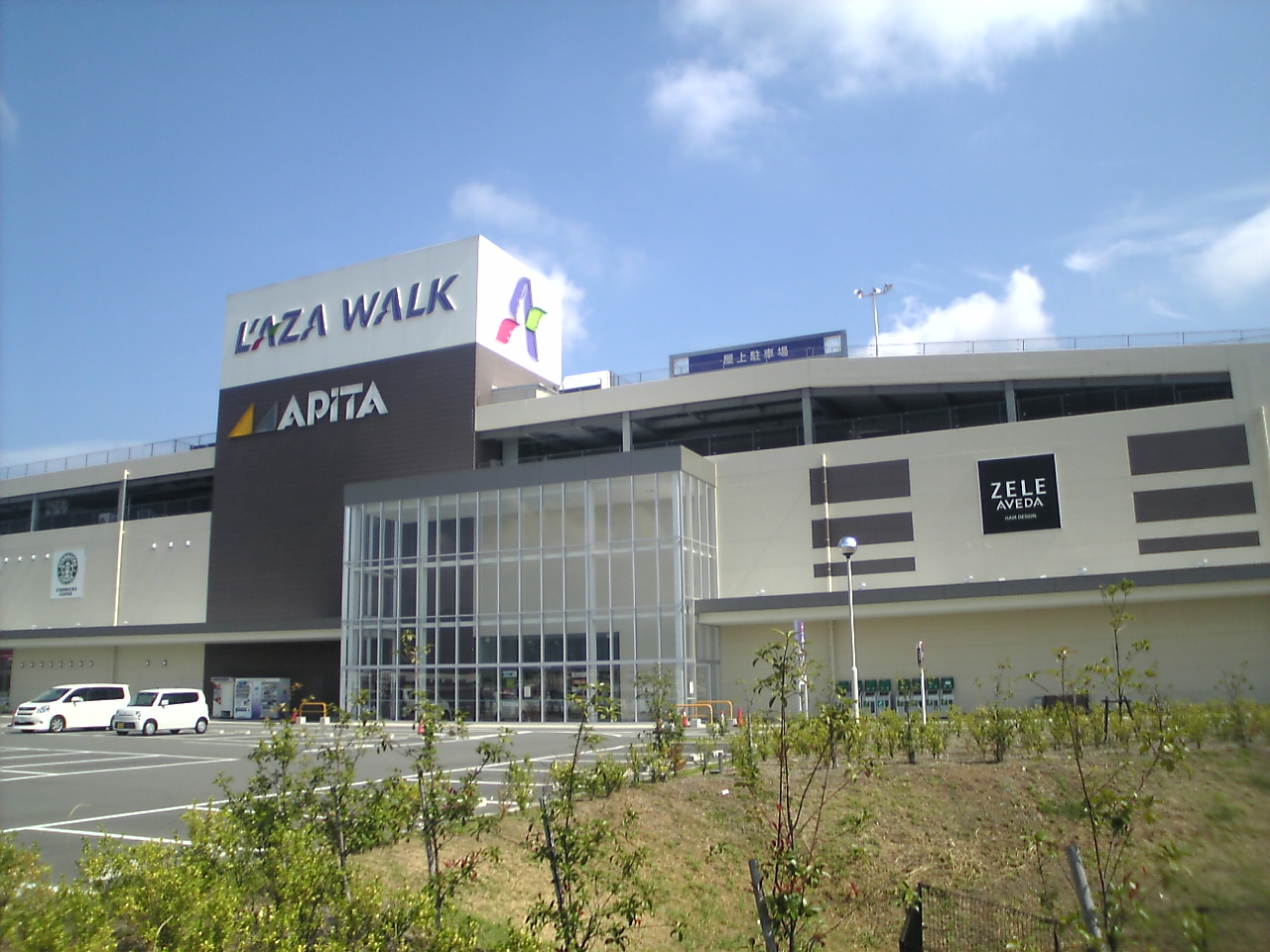
ラザウォーク甲斐双葉

### 第三次産業

#### 商業
主な商業施設
- オギノ西八幡店
- DCMくろがねや双葉店
- ヤマダ電機山梨本店
- ラザウォーク甲斐双葉
- フォレストモール甲斐竜王 - 核店舗はアマノパークス

### 拠点を置く企業
- アマノパークス（食品スーパー）- 本社を置き、市内外に複数店舗を展開する。
- o2c（IT関連）
- フジヒロ（建築業）
- ハル研究所（ゲームメーカー）

## 情報・通信

### マスメディア

#### 送信所
- 山梨放送甲府放送局（AMラジオ親局送信所）

山梨放送は開局当初は旧竜王町に本社屋を置いていた。

## 教育

### 専門学校
- サンテクノカレッジ

### 高等学校
県立
- 山梨県立農林高等学校

私立
- 日本航空高等学校 - 日本で「航空科」を置く高校は、本校と同法人の運営する日本航空高等学校石川だけである。

### 中学校

#### 市立
- 甲斐市立竜王中学校
- 甲斐市立玉幡中学校
- 甲斐市立竜王北中学校
- 甲斐市立敷島中学校
- 甲斐市立双葉中学校

#### 私立
- 日本航空高等学校付属中学校

### 小学校

#### 市立
- 甲斐市立玉幡小学校
- 甲斐市立竜王小学校
- 甲斐市立竜王南小学校
- 甲斐市立竜王西小学校
- 甲斐市立竜王北小学校
- 甲斐市立竜王東小学校
- 甲斐市立敷島小学校
- 甲斐市立敷島南小学校
- 甲斐市立敷島北小学校
- 甲斐市立双葉東小学校
- 甲斐市立双葉西小学校

### その他の教育
- 山梨県警察学校
- 山梨県立農業大学校双葉校舎

## 交通

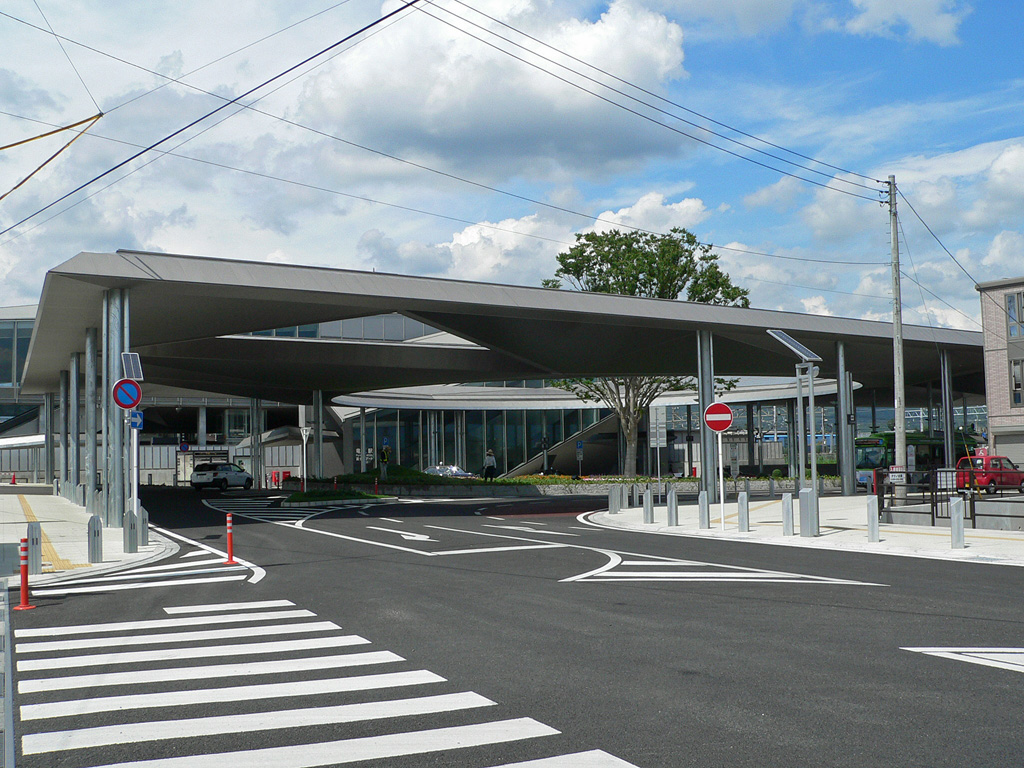
竜王駅

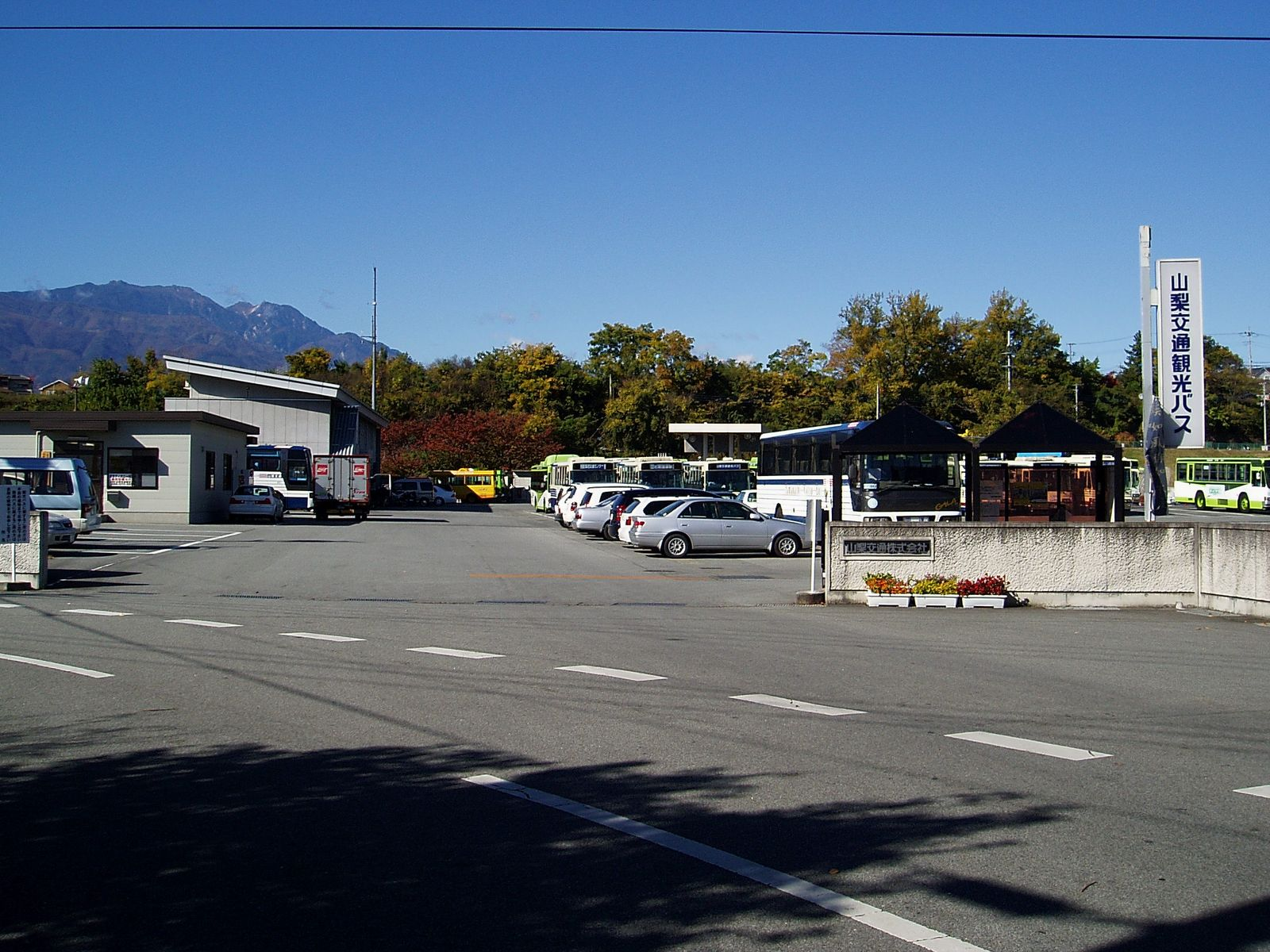
山梨交通敷島営業所

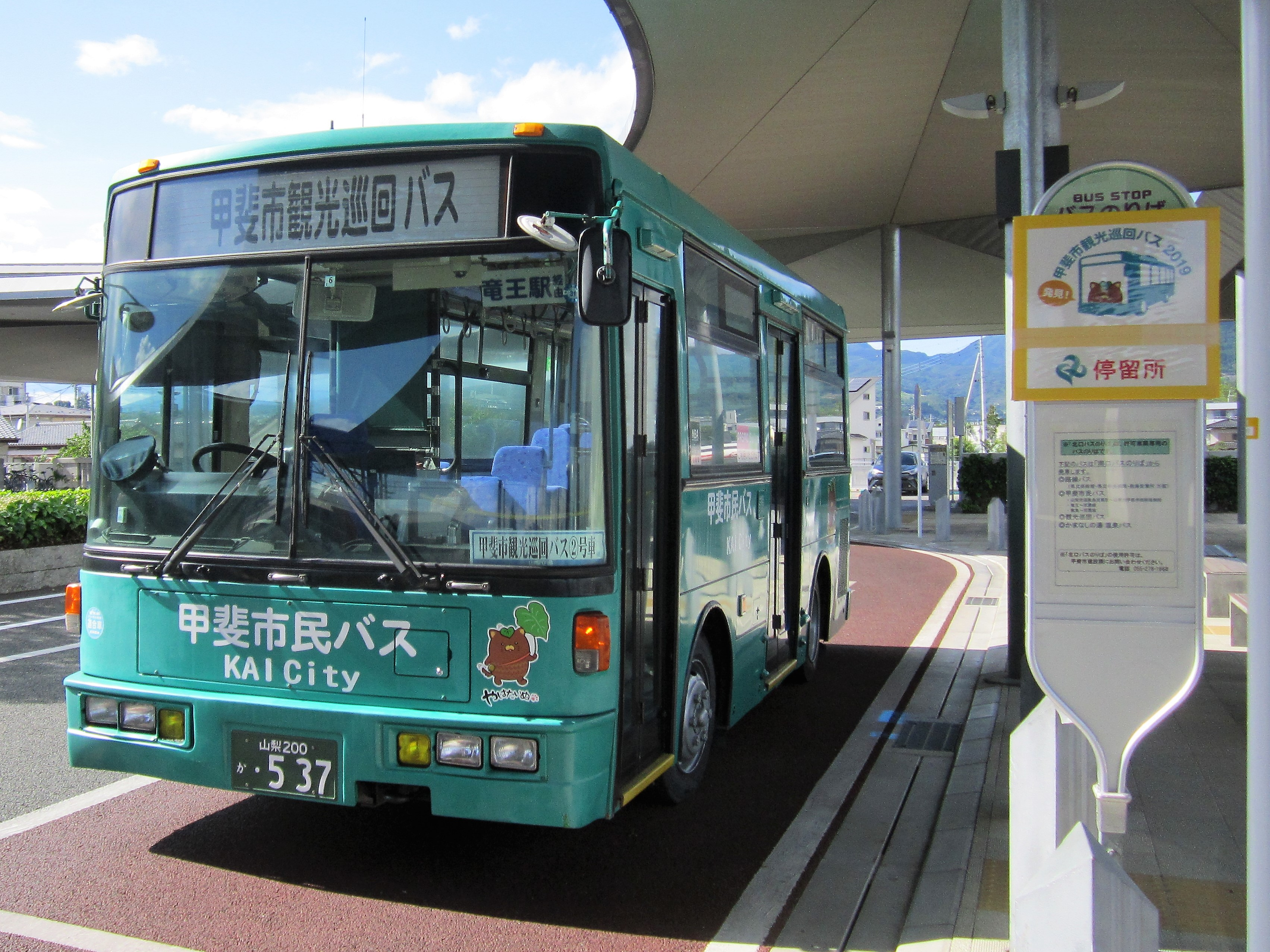
甲斐市民バス

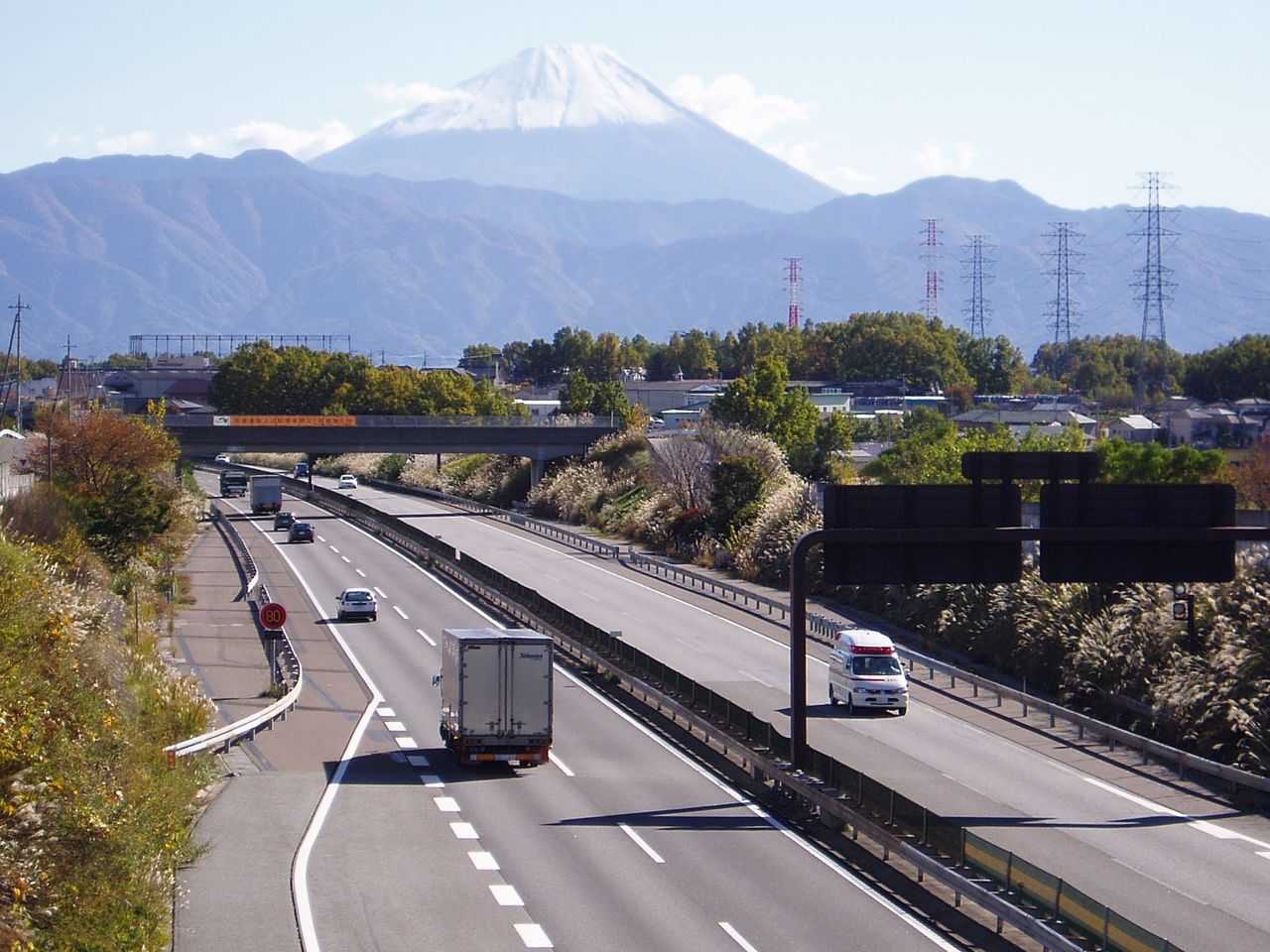
中央自動車道

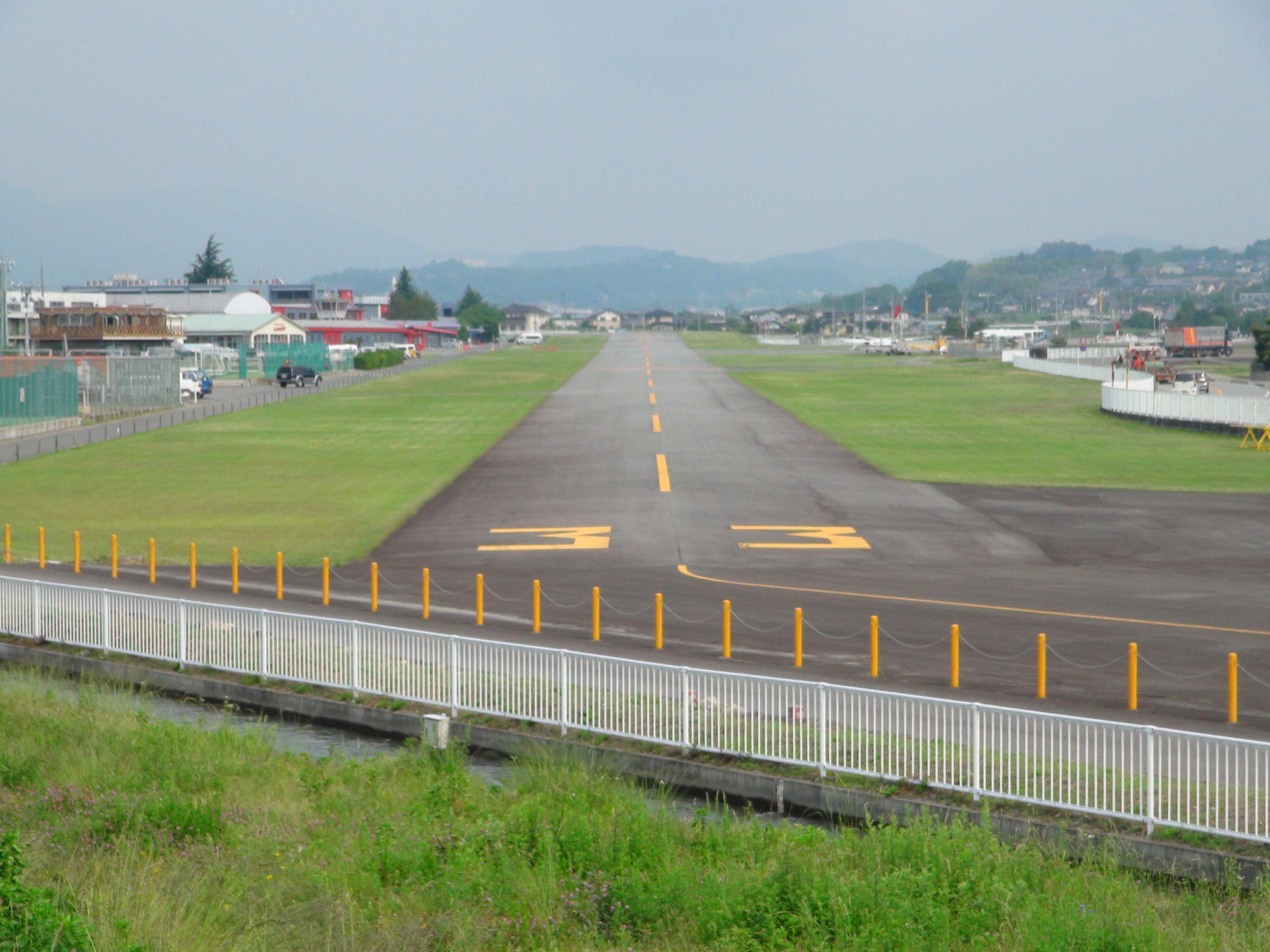
双葉滑空場

### 鉄道
市の中心となる駅：竜王駅
鉄道路線
- 東日本旅客鉄道（JR東日本）
- 中央本線：(甲府市) - 竜王駅(CO44) - 塩崎駅(CO45) - (韮崎市)

### バス
路線バス
- 山梨交通
- 甲斐市民バス - コミュニティバス

高速バス
- 中央高速バス
  - 諏訪・岡谷線：中央道双葉東バス停（双葉サービスエリア内）

### 道路
高速道路
- E20中央自動車道
  - 双葉スマートインターチェンジ（双葉SA内）
  - 双葉ジャンクション
- E52中部横断自動車道
  - 双葉JCT

国道
- 国道20号
  - 甲州街道
  - 甲府バイパス
  - 竜王バイパス
  - 双葉バイパス
- 国道52号
  - 美術館通り
  - 甲西道路

県道
- 主要地方道
  - 山梨県道5号甲府アルプス線（アルプス通り）
  - 山梨県道6号甲府韮崎線（北バイパス）
  - 山梨県道7号甲府昇仙峡線
  - 山梨県道20号甲斐早川線
  - 山梨県道25号線甲斐中央線
  - 山梨県道27号韮崎昇仙峡線
- 一般県道
  - 山梨県道101号敷島竜王線
  - 山梨県道106号中下条甲府線（飯田通り）
  - 山梨県道114号南アルプス甲斐自転車道線
  - 山梨県道118号臼井阿原竜王線
  - 山梨県道616号島上条宮久保絵見堂線

### 空路
市内に旅客空港は存在しない。
空港
- 双葉滑空場（場外離着陸場）

日本航空学園が運営管理している。山梨県消防防災航空隊のヘリポートとしても使用されている。

## 観光

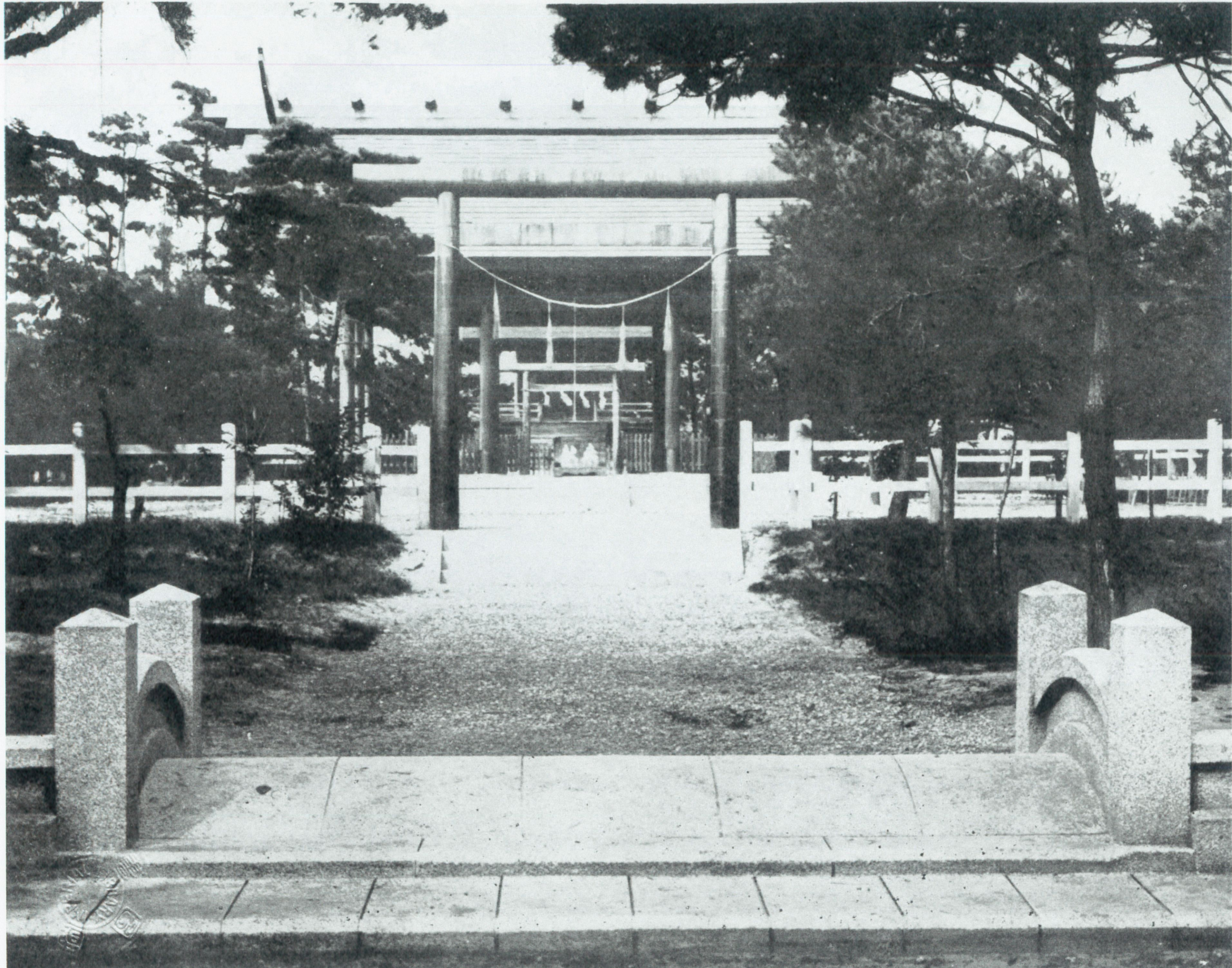
昭和初期の山縣神社

### 名所・旧跡
主な寺院
- 光照寺
- 慈照寺 - 室町時代の1489年（延徳元年）に開山された曹洞宗の禅宗寺院。江戸時代の1639年（寛永16年）に山門が建立される。
- 常説寺
- 称念寺
- 天沢寺
- 妙善寺 - 鎌倉時代末期、1333年(元弘3年、正慶2年）に開山された臨済宗妙心寺派の寺院。
  - 妙善寺の榧の木（甲斐市指定天然記念物）
  - 妙善寺の本堂内厨子（甲斐市指定有形文化財）
  - 妙善寺の枯山水庭園（甲斐市指定名勝）
  - 妙善寺境内の安倍加賀守勝宝の墓（甲斐市指定史跡）
- 羅漢寺

主な神社
- 三社神社
- 諏訪大神社
- 山縣神社
- 松尾神社

### 観光スポット
自然
- 釜無川・信玄堤
  - 戦国時代に武田信玄が治水のために17年を費やして治水工事を行った。信玄堤を望む場所に「信玄堤公園」がある。
- 茅ヶ岳
  - 市最北端に位置する、標高1704mの山。作家で登山家にして「日本百名山」を著した深田久弥終焉の地として知られ、深田を慕う登山マニアの来訪が絶えない。
- 太刀岡山
  - 日本神話において日本武尊（ヤマトタケル）の東征からの岐路に剣を残していった伝説が伝えられる山。
- 梅の里
- 御岳昇仙峡（甲府市）

ワイナリー
- 敷島醸造
- サントリー登美の丘ワイナリー
- シャトレーゼベルフォーレワイナリー

温泉
- 竜王地区
  - 山口温泉
  - 名取温泉
  - 玉川温泉
- 双葉地区
  - 神の湯温泉
  - 湯めみの丘
- 公営温泉→甲斐市の文化施設

## 文化・名物

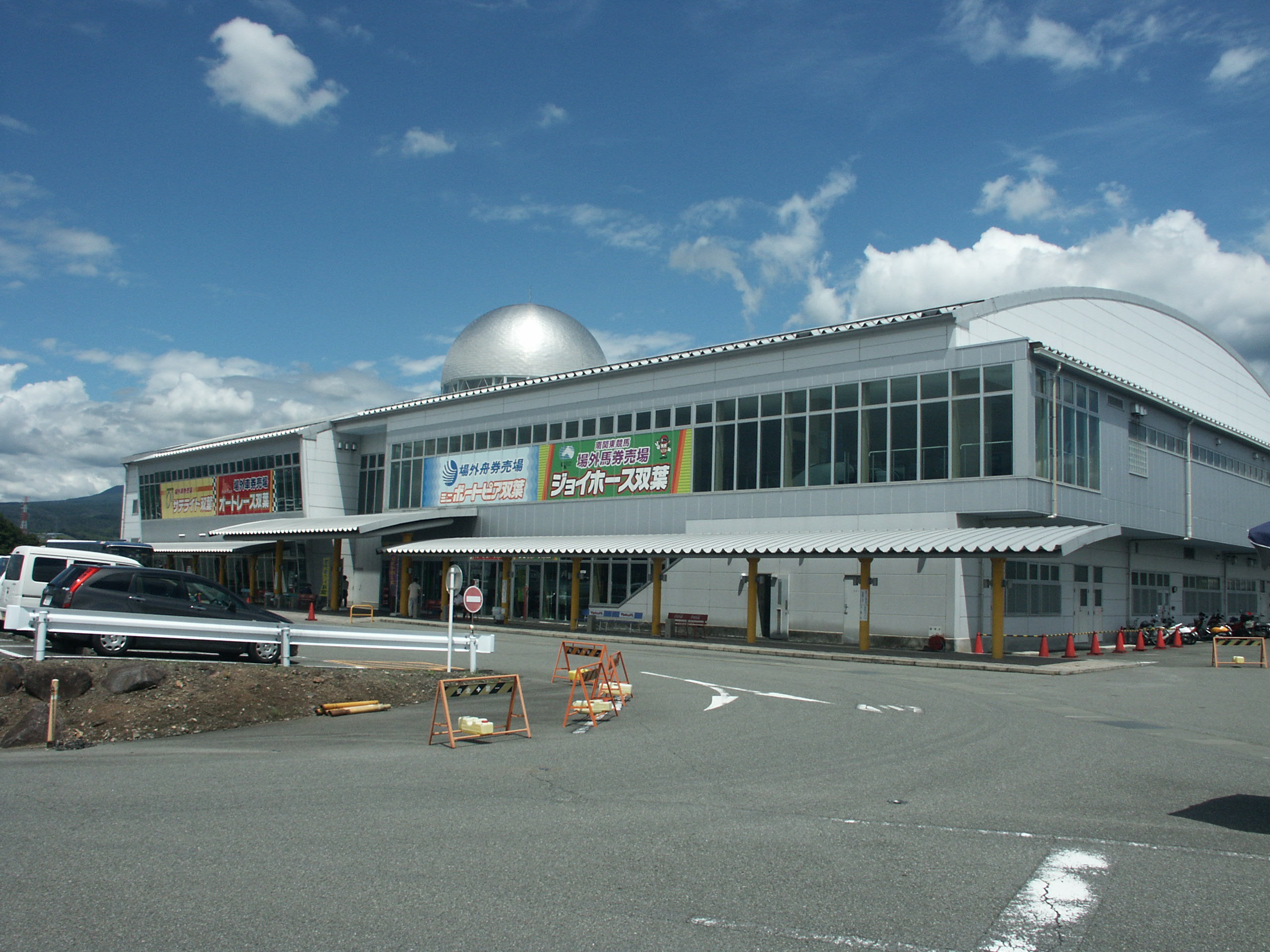
サテライト双葉

### 祭事・催事
主なイベント
- 下福沢道祖神祭
- 御幸祭（おみゆきさん）
- 柳荘大弐学問祭
- 大久保太太神楽

### 名産・特産
特産物
- やはたいも（八幡芋）
- 甲州ワインビーフ
- 赤坂とまと
- 桑の実ジャム
- 芋焼酎「大弐」
- 梅ジャム
- 卵
- 甲斐の桑茶・パウダー

### スポーツ

#### バスケットボール
- 山梨クィーンビーズ（WJBL・Wリーグ）

#### 公営競技
- サテライト双葉
  - ミニボートピア双葉
  - オートレース双葉
  - ジョイホース双葉

## 出身関連著名人
- 山県大弐（旧竜王町篠原 江戸時代中期の儒学者、思想家、尊王論者。幕政を批判し明和事件に連座して処刑される）
- 川村麟也（旧双葉町志田 病理学者）
- 三井甲之（旧敷島町 文学者）
- 斎藤直恵 回転蔟 開発者
- 笹本正治（旧敷島町 歴史学者）
- 岩下密政（昭和前半期に活躍した騎手。日本ダービー2勝など）
- 野田孝（旧竜王町、小林一三の勧めで阪神急行電鉄入社、阪急百貨店元社長・日本百貨店協会元会長）
- 中込恵子（アーチェリー・ソウルオリンピック代表）
- 中込伸（元プロ野球選手）
- 山村宏樹（元プロ野球選手）
- 仲澤広基（元プロ野球選手）
- 深沢和帆（元プロ野球選手）
- 稲垣マサシ（The Machinegun-Etiquetteのギタリスト、作曲家、音楽プロデューサー）
- 今村陽一（全日本プロドリフト選手権参戦ドライバー。本職は花屋）
- シャン（お笑い芸人・しんのすけとシャン）
- 石原大助（史上初の公務員Jリーグ選手。現同市職員）
- 小林涼（俳優）
- 荻野可鈴（アイドルグループ「夢みるアドレセンス」元メンバー）
- 安倍健治（プロレスラー。現同市議会議員）
- 長田カーティス（indigo la End）

### 甲斐市
1. ↑  わたしたちの甲斐市　p.5
2. 1 2 3 4  わたしたちの甲斐市　p.109
3. ↑  わたしたちの甲斐市　p.4
4. 1 2 3 4 5 6 7 8 9 10 11 12 13 14  わたしたちの甲斐市　p.110
5. 1 2 3 4 5 6 7 8 9 10  わたしたちの甲斐市　p.111